# Abrão dos Santos

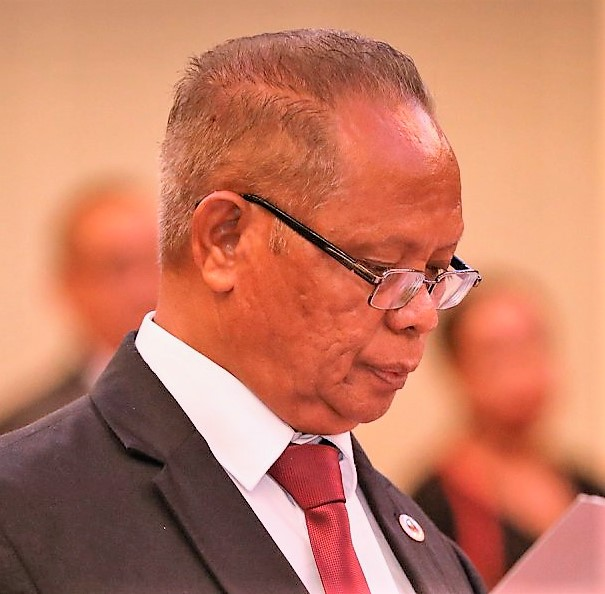
Abrão dos Santos bei seiner Vereidigung zum Botschafter (2020)

Abrão dos Santos ist ein Diplomat, Beamter und Bildungsexperte aus Osttimor.

## Werdegang
Santos war lange Jahre im osttimoresischen Bildungsministerium tätig. 2007 wurde er vom leitenden Experten zum Nationaldirektor für technische und höhere Bildung befördert. 2011 folgte die Ernennung zum Nationaldirektor für Hochschulbildung. Später wurde er zum Generaldirektor für Hochschulbildung befördert. Dann erhielt Santos den Posten des Bildungsattachés an der osttimoresischen Botschaft in Brasilien, bevor er in das Bildungsministerium als Generaldirektor zurückkehrte.
Bereits Mitte 2019 wurde Santos von der Regierung als neuer Botschafter Osttimors in der Volksrepublik China vorgeschlagen, doch erst im Januar 2020 erfolgte die offizielle Ernennung. 2023 wurde Santos von Loro Horta abgelöst.